# Ficus burretiana
Ficus burretiana là một loài thực vật có hoa trong họ Moraceae. Loài này được Mildbr. & Hutch. mô tả khoa học đầu tiên năm 1915.